# Estación de trabajo de audio digital

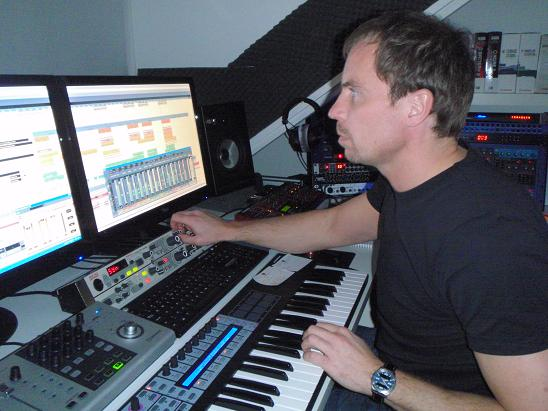
Producción musical usando una estación de trabajo de audio digital (DAW) con configuración multi-monitor

Una estación de trabajo de audio digital (EAD) o DAW por sus siglas en inglés (Digital Audio Workstation) es un sistema electrónico dedicado a la grabación y edición de audio digital por medio de un software de edición de audio; y del hardware compuesto por un ordenador y una interfaz de audio digital, encargada de realizar la conversión analógica-digital y digital-analógico dentro de la estación.
Las EAD son utilizadas actualmente en casi toda la Producción discográfica a nivel mundial y para la posproducción de sonido para cine, televisión y videojuegos. Debido a su relativa facilidad de adquisición, están presentes tanto a nivel profesional como a nivel aficionado, dando origen a los famosos Home Studios o estudios caseros de sonido.
Por otro lado el término DAW es utilizado para referirse al género de software utilizado dentro de la estación de trabajo. Así, en vez de clasificar los programas como editores de audio, se los clasifica como DAW o estaciones de trabajo, incurriendo en un error dado que el software hace parte de la estación y no es la estación de trabajo completa.

## Historia
Los primeros intentos de estaciones de trabajo de audio digital en los años setenta y ochenta enfrentaron limitaciones tales como el alto precio del almacenamiento y el procesamiento y las velocidades de disco mucho más lentas en esos tiempos. En 1978, Soundstream (que había hecho una de las primeras grabadoras de cintas de audio digital disponibles comercialmente en 1977) construyó lo que podría considerarse la primera estación de trabajo de audio digital utilizando algunos de los equipos informáticos más actuales de la época. El Sistema de Edición Digital (Digital Editing System), como lo llamó Soundstream, consistía en un DEC PDP-11/60 minicomputer ejecutando un paquete de software personalizado llamado DAP (procesador de audio digital, Digital Audio Processor), una unidad de disco duro Braegen 14"-platter, un osciloscopio de almacenamiento para mostrar formas de onda de audio para edición y un terminal de visualización de video para controlar el sistema. Tarjetas de interfaz conectadas a las ranuras PDP-11's Unibus (la Interfaz de audio digital, Digital Audio Interface o DAI) proporcionan entradas y salidas de audio analógico y digital para interactuar con las grabadoras digitales y las grabadoras de cinta analógicas convencionales de Soundstream. El software DAP podría realizar ediciones en el audio grabado en los discos duros del sistema y proporcionar efectos tales como transiciones suaves.
A finales de la década de 1980, varias computadoras de nivel de consumidor como la MSX (Yamaha CX5M), Apple Macintosh, Atari ST y Commodore Amiga comenzaron a tener suficiente poder para manejar la edición de audio digital. Los ingenieros usaron Soundedit de Macromedia, con Replay Professional de Microdeal y Digidesign "Sound Tools" y "Sound Designer" para editar muestras de audio para teclados de muestreo como el  E-mu Emulator II y Akai S900. Pronto, la gente comenzó a usarlos para la edición de audio simple de dos pistas y masterización de CDs. En 1994, una empresa de California nombró a OSC una aplicación de grabación-edición de 4 pistas llamada DECK que se ejecutaba en el sistema de hardware de Digidesign, que se utilizó en la producción de The Residents' "Freakshow" [LP]. Esta combinación de software y hardware de audio fue uno de los primeros ejemplos de un EAD.
Muchos estudios de grabación principales finalmente "se volvieron digitales" después de que Digidesign presentó su software Pro Tools, modelado según el método tradicional y el flujo de señal en la mayoría de los dispositivos de grabación analógica. En este momento, la mayoría de los EAD estaban basados en Apple Mac (por ejemplo, Pro Tools, Studer Dyaxis, Sonic Solutions). Alrededor de 1992, las primeras EAD basadas en Windows comenzaron a surgir de compañías como IQS Innovative Quality Software (ahora SAWStudio), Soundscape Digital Technology, SADiE, Echo Digital Audio y Spectral Synthesis. Todos los sistemas en este punto usaron hardware dedicado para su procesamiento de audio.
En 1993, la compañía alemana Steinberg lanzó  Cubase Audio en  Atari Falcon 030. Esta versión trajo  efectos  DSP incorporados con grabación y reproducción de audio de 8 pistas utilizando solo hardware nativo. El primer producto de solo software basado en Windows, presentado en 1993, fue Samplitude Studio (que ya existía en 1992 como editor de audio para la Commodore Amiga).
En 1996, Steinberg presentó Cubase  VST, que podía grabar y reproducir hasta 32 pistas de audio digital en un Apple Macintosh sin necesidad de ninguna señal externa de hardware  DSP. Cubase no solo modeló una interfaz similar a una cinta para grabar y editar, sino que también modeló toda la mesa de mezclas y el estante de efectos comunes en los estudios analógicos. Esto revolucionó el mundo de las EAD, tanto en características como en precio, y fue rápidamente imitado por la mayoría de los demás sistemas EAD contemporáneos.

## Partes de la EAD
Una estación de trabajo de audio digital es la suma de tres componentes básicos los cuales se comunican entre sí con otros dispositivos para poder realizar las tareas solicitadas por el usuario. Estos componentes son:

### El anfitrión
El anfitrión o equipo host es el ordenador encargado de brindar el procesamiento de los algoritmos digitales dentro del software de edición y, así mismo, el encargado de hospedar la interfaz de sonido y el software de edición. Los anfitriones actuales poseen una gran capacidad de procesamiento interno, lo que ha posibilitado el desarrollo de editores de audio más potentes y más variados en cuanto a herramientas de edición y procesamiento. Si bien el anfitrión es el encargado de procesar digitalmente el audio, no es él quien produce el sonido, puesto que los procesos que se llevan a cabo en el anfitrión son operaciones binarias que necesitan ser convertidas por la interfaz de sonido a variaciones de voltaje análogas a la variaciones de presión que percibimos como sonido. Recientemente han surgido algunas empresas que se dedican al montaje de ordenadores diseñados específicamente para esta actividad, priorizando la potencia y el silencio, como por ejemplo pc-chollos, gryn y Mountain en España.

### La interfaz de sonido
La interfaz de sonido es la encargada de realizar la conversión analógica-digital y digital-analógico durante el proceso de reproducción y grabación del audio. La interfaz puede contener múltiples entradas y salidas análogas y digitales dependiendo de las características de fabricación. Las salidas de la interfaz se conectan a unos monitores de audio que generan las variaciones de presión necesarias para percibir el sonido y, por otro lado, las entradas se conectan a micrófonos, amplificadores, instrumentos musicales o todo aquello que necesite ser ingresado al Software.
Las interfaces de sonido profesionales suelen tener mayores tasas de muestreo y mayor profundidad de bits al momento de convertir la señal, garantizando una pérdida mínima de información durante el proceso. Así mismo se caracterizan por poseer entradas y salidas MIDI para automatizar o "tocar" instrumentos virtuales dentro del software de edición de audio. Entradas y salidas de sincronismo, envío y retorno de equipos de procesamiento auxiliar como ecos, compresores, generadores de reverberación, entre otros, con el fin de brindar al usuario la mayor cantidad de opciones de creación y soporte disponibles.

### El software de edición
El software de edición es el equivalente, en gran parte, a las antiguas consolas de mezcla, puesto que es dentro del software donde se gestionan las sumas y restas de señal que luego serán procesadas por el host y convertidas por la interfaz para su escucha final. Los editores de audio, además, deben ser compatibles con el sistema operativo del host y con las funciones de la interfaz para poder coordinar el proceso de edición. Algunos editores poseen soporte para la reproducción de vídeo para el trabajo de sonido audiovisual. Los más populares son Adobe Audition, Nuendo, FL Studio, Reason, Cubase, Logic, Ableton Live, Sonar, Pro Tools y Reaper, este último ofrece la licencia a un coste muy económico y la versión de prueba sin límite real de uso. Ya dentro de Linux encontramos soluciones gratuitas de gran nivel como Ardour.

## Principales softwares EAD
Comerciales
| - Digital Performer - Pro Tools - Adobe Audition - Cakewalk SONAR - Cubase - Ableton Live - FL Studio - GarageBand - Acoustica Mixcraft pro Studio 8 | - Logic Pro - MIXTURE - Music Maker - Steinberg Nuendo - ORION - REAPER - Reason - Renoise | - MAGIX Samplitude - Sequel (software) - MAGIX Sequoia - Singer Song Writer - Sound Forge - PreSonus Studio One - Tracktion - Zynewave Podium |

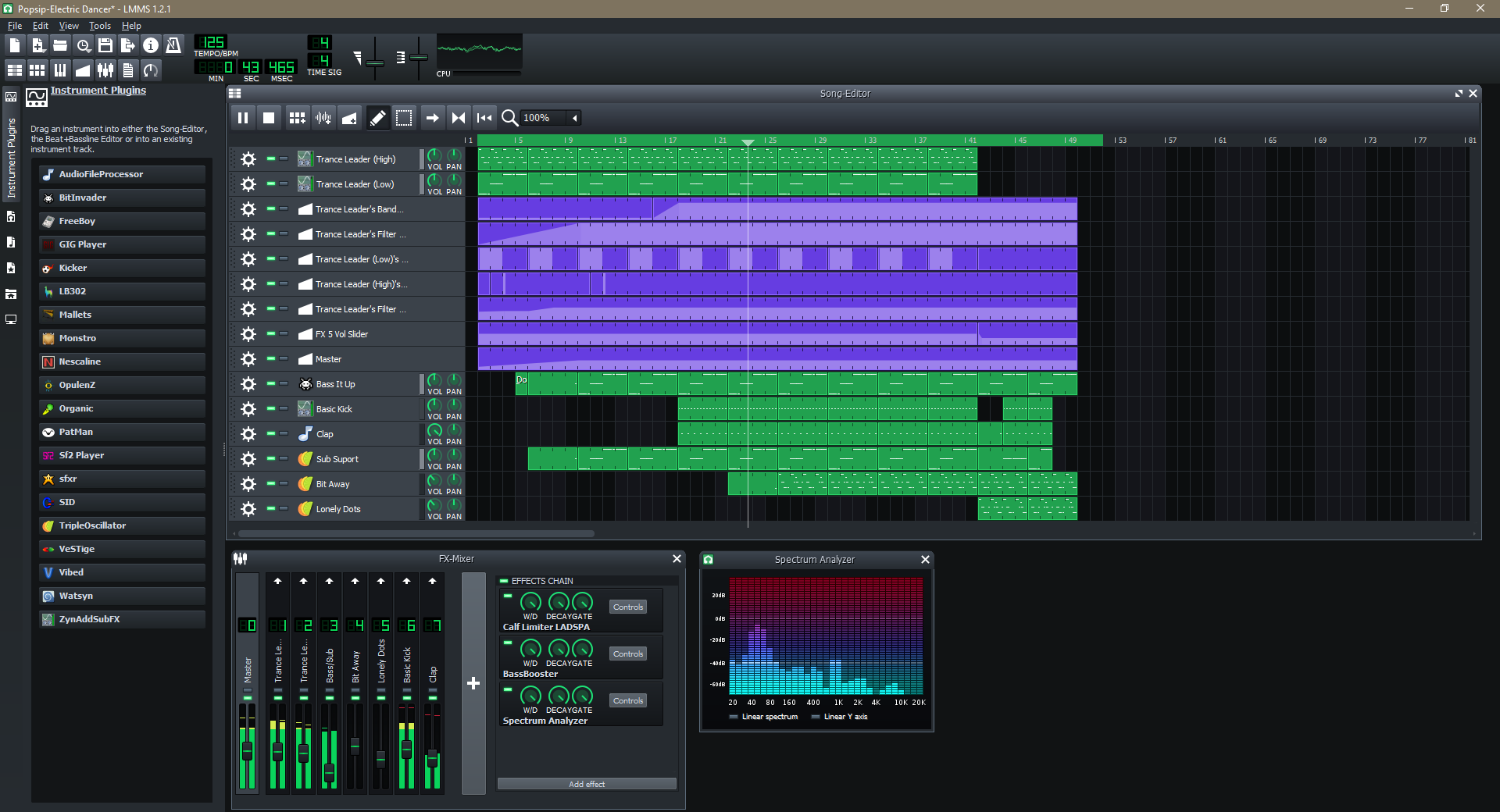
demo de la estación de trabajo de audio digital LMMS 1.2.1

Comerciales que han sido descontinuados
- Logic Express
- Record
- SOL
- Studio Vision

De código abierto
- Ardour
- Audacity
- LMMS
- MusE
- Music Studio
- Non Sequencer
- Open Octove
- PyDAW
- Qtractor
- Rosegarden
- Traverso DAW
- Waveform